# Loïc Badiashile
Loïc Badiashile (Limoges, 5 de fevereiro de 1998) é um futebolista francês que atua como goleiro. Atualmente está sem clube.

## Carreira
Loïc Badiashile começou a carreira no Monaco, estreando em maio de 2017 contra o Rennes.

## Títulos
Monaco
- Campeonato Francês: 2016–17

Rennes
- Copa da França: 2018–19